# Fiaker Nr. 13

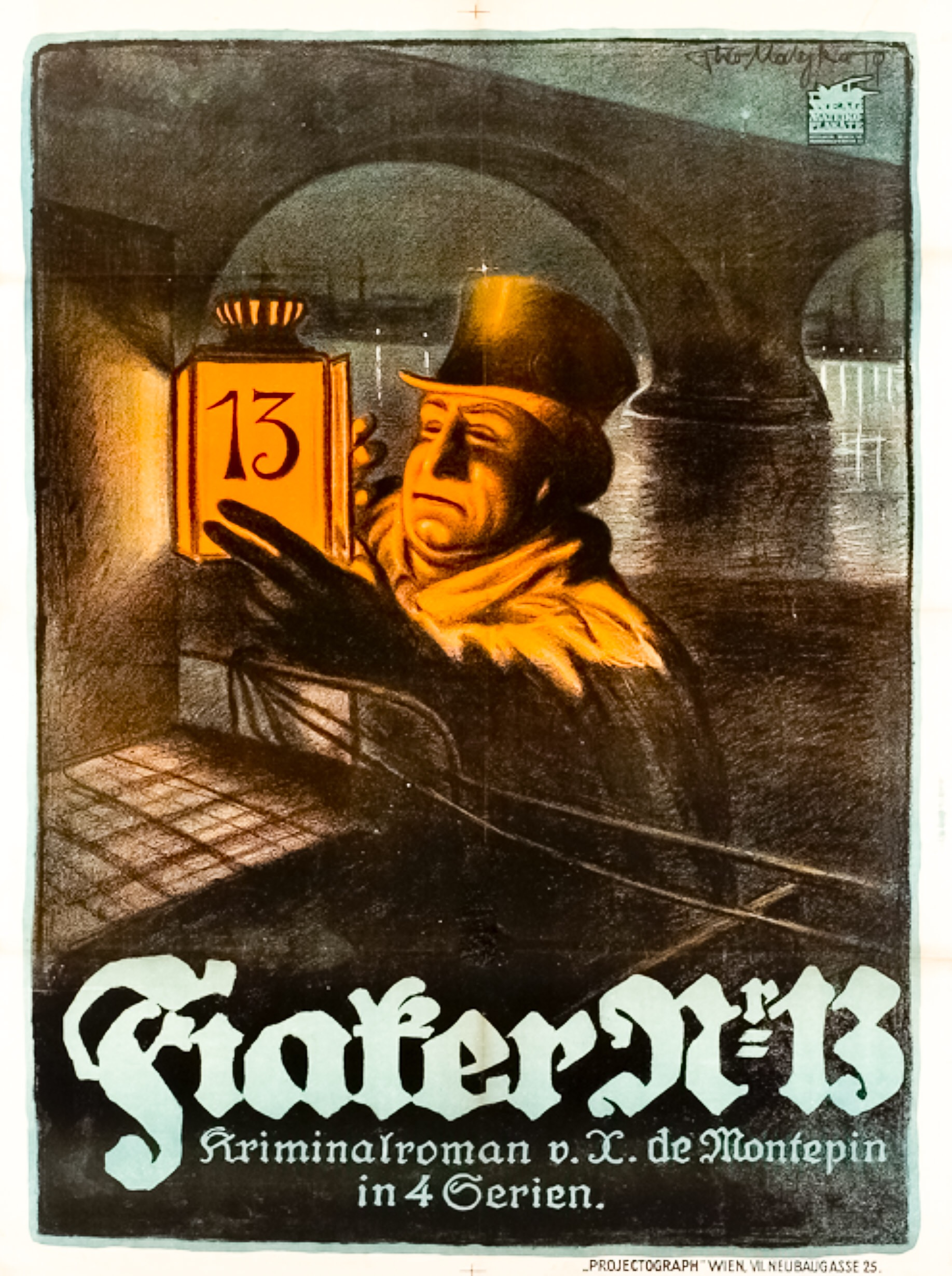

Fiaker Nr. 13 è un film del 1926, diretto da Michael Curtiz.

## Trama
Parigi, inizi del XX secolo. Una donna dà alla luce una bambina, e muore di parto. L'anziana levatrice ripone l'atto di nascita della piccola, insieme alla corrispondenza fra la madre della neonata ed il padre, Henri Landon, al momento non rintracciabile, in un libro antico, poi lascia la casa, e depone la bambina all'interno della carrozza a cavalli numero 13, in sosta nelle vicinanze. Il conduttore della carrozza, Jacques Carotin, raccoglie la piccola e la cresce come una sua propria figlia, dandole il nome di Lilian.
18 anni dopo Lilian è una graziosa ragazza, appassionata di ballo, ed è fidanzata col giovane musicista Lucien Rebout, vicino di casa.
François Tapin, un giovanotto apparentemente sfaccendato, trova lavoro da un antiquario poco onesto realizzando per lui dei falsi manoscritti di celebri autori del passato. Un giorno egli trova, in un libro nella bottega, la corrispondenza e l'atto di nascita lasciati a suo tempo dalla levatrice. Apprende che Henri Landon, da poco tornato dalle sue piantagioni in Brasile, è uno degli uomini più ricchi di Francia; e non gli è difficile risalire all'identità della ragazza. Concepisce quindi un piano che gli frutterà, se mandato a segno, molto denaro. Comincia a corteggiare la giovane, e rintracciato Landon, organizza l'incontro fra il padre carnale e la figlia.
Lilian accetta di buon grado la corte di François, che ora frequenta abitualmente gli ambienti altolocati di Landon, riconoscente per il fatto di avergli rivelato l'esistenza di una figlia, e di avergliela fatta conoscere. Quando è posta davanti all'alternativa fra continuare a vivere modestamente con il padre adottivo Jacques o trasferirsi da Landon, Lilian, attratta da una vita di agi e lusso, e dalle manovre seduttive di François, sceglie la seconda ipotesi, lasciando ammutoliti papà Carotin e Lucien.
Fra Lilian e François si parla già di matrimonio, quando, in un locale elegante con la futura moglie ed il futuro suocero, François viene avvicinato da un uomo, che, chiamandolo col nome "conte Apiani", esige da lui il pagamento di un debito di gioco contratto l'anno precedente a Montecarlo. François tergiversa. Landon ha udito la conversazione fra i due, e dà appuntamento confidenziale al creditore per l'indomani, nel proprio studio.
Dopo aver liquidato il creditore, Landon affronta François, gli dice di essersi accorto che per lui il matrimonio con la figlia ha esclusivamente l'aspetto di una transizione economica, e gli offre 2 milioni di franchi per togliersi di torno. François non esita ad accettare e a firmare la ricevuta che Landon gli presenta, nella quale si legge che il giovane, avendo avuto l'intenzione di sposare Lilian per puro interesse, accettava una notevole somma per desistere dal suo intento. Dopo di che Landon gli paga 50.000 franchi e mette a tacere le rimostranze di François facendogli scegliere fra sparire subito o ritrovarsi in galera. François parte.
A Lilian, alla quale pure Landon aveva mostrato la ricevuta-confessione di François, non riesce facile rassegnarsi alla perdita di quello che credeva essere vero amore, e per qualche tempo fa ricercare, senza esito, l'uomo. Poi, in occasione della partenza di Landon per una visita alle sue piantagioni del Brasile, Lilian, invece di andare con lui, fa ritorno agli affetti primigenii, al padre Jacques, a Lucien e agli affezionati vicini, i Coco, che avevano avuto un ruolo importante negli anni infantili della ragazza. Ma qui si ripresenta François, che, avendo perso di nuovo tutto il danaro al gioco, voleva ricontattare Lilian nella speranza di spillare ancora qualche denaro. Viene rifiutato, e torna a lavorare dall'antiquario.
Qualche settimana dopo il ritorno di Landon dal Sudamerica, sulle partecipazioni di nozze si leggeva: "Jacques Carotin e Henri Landon annunciano il matrimonio della loro figlia Lilian con Lucien Rebout". La coppia raggiunge la chiesa a bordo della carrozza numero 13.